# Ibn Butlan

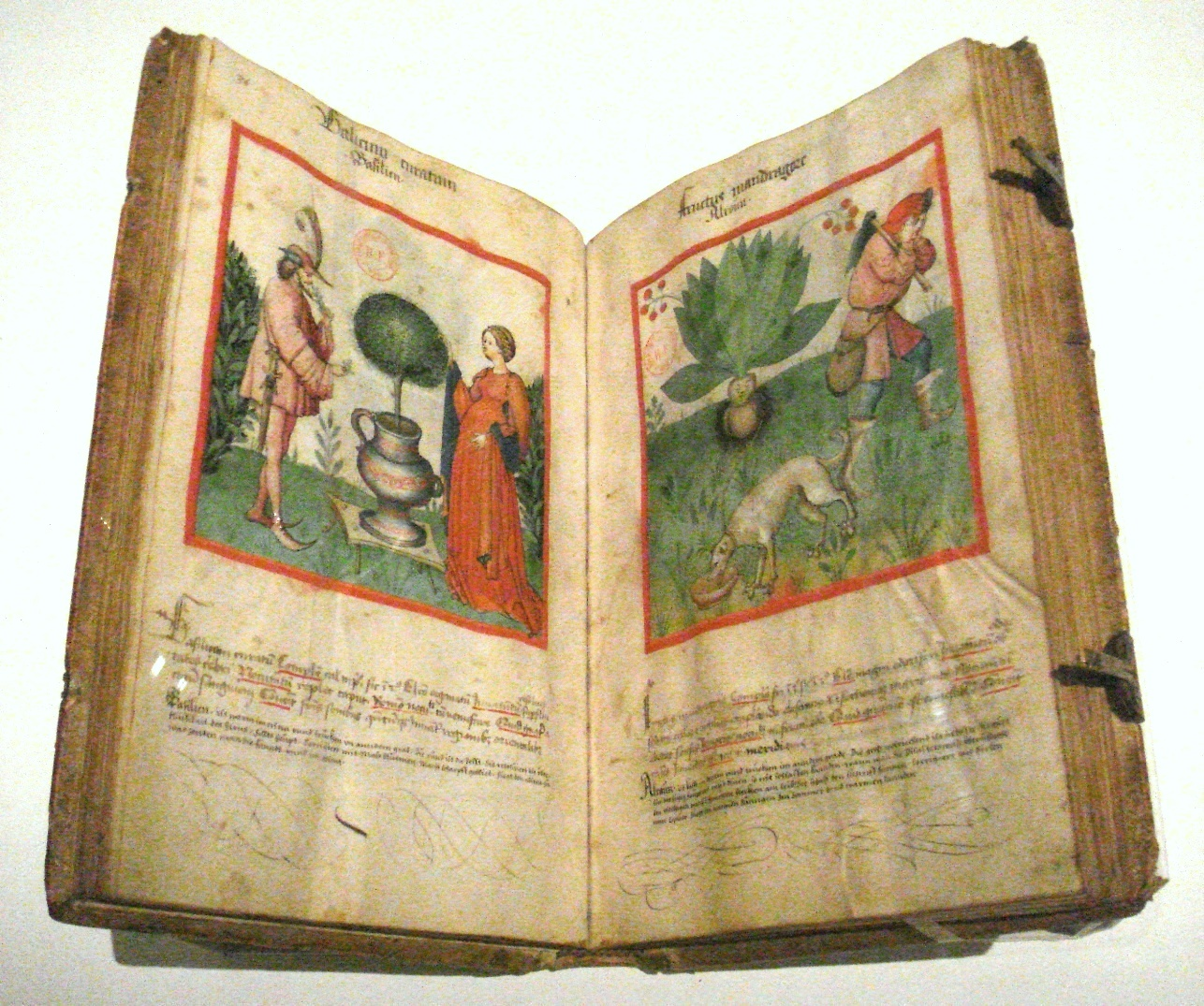
Ibn Butlan: Tacuinum sanitatis, Renània, 2a meitat del.

Abu-l-Hàssan al-Mukhtar ibn Butlan, més conegut simplement com a Ibn Butlan (àrab: ابن بطلان, Ibn Buṭlān) i conegut a Occident com Elluchassen Elimithar (Bagdad, 1038 - Antioquia de l'Orontes, 1075), fou un metge àrab cristià nestorià que fou actiu a Bagdad durant l'edat d'or de l'islam.
Va escriure el Taqwim as-sihha (El manteniment de la salut). L'obra tracta assumptes d'higiene, dietètica i exercici. Va emfasitzar els beneficis d'atenció regular a l'estat físic i mental personal. La popularitat i la publicació repetida d'aquest text medieval d'Orient Mitjà des de finals del segle XIV amb el títol de Tacuinum sanitatis demostra la influència que la cultura àrab va tenir a la primera Europa moderna. Una de les seves fonts gregues era Dioscòrides.

## Llibres
- Taqwim as-sihha
- Da'avat al-ateba
- Al-maghalat al-Mokhtarat fi tadbir al-amraz al-un észat al-aksar bel taghziat Ma'loofat
- Resalat fi shari al-raghigh va taghlib al-bai'd
- Maghalat fi Un al-foroj ahar homes al-farkh
- Al-maghalat al-mesriat fi monaghezat ali ebne rezvan
- Maghal fi al-gorban al-moghadas[5]